# Golfbaan Dirkshorn
Golfbaan Dirkshorn is een golfbaan in de provincie Noord-Holland gelegen te noorden van Dirkshorn nabij Schagen. De baan is ontworpen door golfbaanarchitect Alan Rijks en heeft de A-status van de NGF.
De eerste gesprekken over realisatie van de golfbaan vonden plaats in 2001. Vanaf voorjaar 2009 is de baan in gebruik en op 17 april 2010 werden de baan en het clubhuis officieel geopend. Het clubhuis is een ontwerp van architect Jan Kramer en heeft de vorm van een stolpboerderij. Het clubhuis werd uitgerust met centrale bediening van de led-verlichting en was als zodanig een showroom van Philips.